# Gokutama Rock Cafe
Gokutama Rock Cafe (jap. 極魂ROCK CAFE) – trzeci album studyjny zespołu An Cafe, wydany 9 kwietnia 2008 roku w Japonii oraz 14 marca 2008 roku w Europie. Album osiągnął 13 pozycję w rankingu Oricon.

## Lista utworów

### CD
Wszystkie utwory zostały napisane przez Miku.
| Nr                                    | Tytuł | Kompozycja | Czas |
| ------------------------------------- | --- | ---------- | ---- |
| 1.                                    | "Ryūsei Rocket" (jap. 流星ロケット Ryūsei Roketto)                                                                                    | Teruki     | 4:33 |
| 2.                                    | "S☆B☆Y" | Kanon      | 3:54 |
| 3.                                    | "Cherry Saku Yūki!!" (jap. Cherry咲く勇気!!)                                                                                          | Teruki     | 3:58 |
| 4.                                    | "NYAPPY in the world 3" | Teruki     | 4:45 |
| 5.                                    | "Baby King" (jap. ベイビーキング Beibī Kingu)                                                                                         | Kanon      | 4:13 |
| 6.                                    | "Daybreak" (jap. デイブレイク Deibureiku)                                                                                             | Yuuki      | 4:08 |
| 7.                                    | "Pierced" (jap. ピアス Piasu) | Teruki     | 5:13 |
| 8.                                    | "Koritsu Hospital" (jap. 孤立ホスピタル Koritsu Hosupitaru)                                                                           | Takuya     | 4:28 |
| 9.                                    | "Kakusei Heroism" (jap. 覚醒ヒロイズム Kakusei Hiroizumu)                                                                             | Teruki     | 4:18 |
| 10.                                   | "Aijō Cycling" (jap. 愛情サイクリング Aijō Saikuringu)                                                                                | Teruki     | 4:47 |
| 11.                                   | "Orange Dream" (jap. オレンジドリーム Orenji Dorīmu)                                                                                  | Teruki     | 5:41 |
| Bonus Tracks (CD) (edycja europejska) | |            |      |
| Nr                                    | Tytuł | Kompozycja | Czas |
| 12.                                   | "Respect Mommy ~Hito no yaku tatereba ī jibun no tokuina koto de~" (jap. リスペクトマミー ～人の役 立てればいい 自分の得意なことで～) | Kanon      | 5:01 |
| 13.                                   | "Koi no Dependence" (jap. 恋のディペンデンス Koi no Dipendensu)                                                                       | Kanon      | 4:03 |
| 14.                                   | "One Way Love" | Teruki     | 4:37 |

### DVD
| Nr | Tytuł | Czas |
| -- | --- | ---- |
| 1. | "Kakusei Heroism" (Music video)                                                                                           |      |
| 2. | "Ryūsei Rocket" (Music video)                                                                                             |      |
| 3. | "Cherry Saku Yūki" (Music video)                                                                                          |      |
| 4. | "Yagai de Nyappy Yanen Charinko man Document" (jap. 野外でニャッピーやねん チャリンコまんドキュメンタリー) (Tour footage) |      |

## Członkowie zespołu
- Miku – wokal
- Takuya – gitara elektryczna
- Kanon – gitara basowa
- Teruki – perkusja
- Yu-ki – Klawisze

## Notowania
| Lista                 | Pozycja                       |
| --------------------- | ----------------------------- |
| Oricon                | #13                           |
| Swedish Charts Portal | #26 (Szwecja) #10 (Finlandia) |